# Tajwańczycy w służbie Japonii podczas II wojny światowej

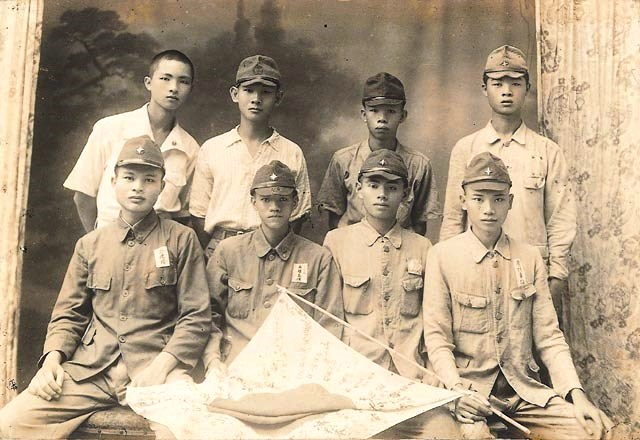
Tajwańczycy w mundurach Cesarskiej Armii Japońskiej

Wyspa Tajwan, zwana wcześniej Formozą, została zajęta przez Japonię w 1895 po wygranej wojnie z Chinami. Podczas II wojny światowej Japończycy włączyli do Cesarskiej Armii Japońskiej około 210 tysięcy Tajwańczyków, w tym ponad 30 tysięcy zginęło w walkach na Pacyfiku, zaś około 20 tysięcy uznano za zaginionych (prawdopodobnie część też zginęła). 
Początkowo władze japońskie rekrutowały cywilnych pracowników zwanych Gunzoku (ogółem ponad 120 tysięcy osób), którzy pełnili różne funkcje pomocnicze, a także służyli jako personel w obozach dla jeńców wojennych. W kwietniu 1942 naczelne dowództwo armii, a w sierpniu 1943 marynarki wojennej zaakceptowały plan tworzenia ochotniczych oddziałów złożonych z Tajwańczyków. Były one nazywane Specjalnymi Ochotnikami Armii oraz Specjalnymi Ochotnikami Marynarki Wojennej. W 1942 oddziały złożone z Tajwańczyków otrzymały nazwę Ochotniczych Oddziałów Takasago. Liczyły kilka tysięcy ludzi. Walczyły z Amerykanami na Filipinach, odznaczając się w wielu przypadkach dużą walecznością i odwagą. We wrześniu 1944, kiedy sytuacja militarna Japonii coraz bardziej pogarszała się, przeprowadzono na Tajwanie obowiązkowy pobór, który przyniósł około 22 tysięcy żołnierzy, przydzielonych do różnych części japońskich sił zbrojnych. Ciekawostką jest fakt, że kilku Tajwańczyków znajdowało się też wśród pilotów kamikaze. Pewna liczba Tajwańczyków służyła ponadto w tajnej policji japońskiej Kempeitai. 
Natomiast większość mieszkańców Tajwanu służyła obowiązkowo w jednostkach robotniczych i budowlanych, w których często byli źle traktowani i wykonywali bardzo ciężką pracę fizyczną.